# Abinomn
L’abinomn, aussi connue sous le nom d'Avinomen, Foya ou Baso, est une langue papoue parlée en Indonésie, dans la province de Papouasie. Initialement découverte par Mark Donohue, la langue compte aujourd'hui environ 300 locuteurs vivant tous dans un seul et unique village au nord de la Rivière Taritatu (en) et est probablement un isolat.

## Phonologie
La phonologie de l'abinomn a été décrite entre autres par Donohue.

### Consonnes
|           |           | Bilabiale | Dentale | Palatale | Vélaire | Labio-vélaire |
| --------- | --------- | --------- | ------- | -------- | ------- | ------------- |
| Occlusive | Sourde    |           | t       |          | k       | kʷ            |
| Occlusive | Voisée    | b         | d       |          | g       | gʷ            |
| Fricative | Fricative | ɸ         | s       |          |         |               |
| Affriquée | Affriquée |           |         | d͡ʒ       |         |               |
| Nasale    | Nasale    | m         | n       |          |         |               |
| Roulée    | Roulée    |           | r       |          |         |               |
| Spirante  | Spirante  | w         |         | j        |         |               |

### Voyelles
|         | Antérieure | Postérieure |
| ------- | ---------- | ----------- |
| Fermée  | i          | u           |
| Moyenne | e          | o           |
| Ouverte | a          | a           |